# پرستیو
پرستیو (به لاتین: Prastio) یک منطقهٔ مسکونی در قبرس شمالی است که در ناحیه غازی ماغوسا واقع شده‌است. پرستیو ۱٬۳۴۹ نفر جمعیت دارد.